# TF1 Séries Films
TF1 Séries Films és un canal de televisió privat francès dedicat al cinema, els curtmetratges i les sèries de producció francesa. És propietat del grup TF1 i va emetre per primera vegada el 12 de desembre del 2012, a rel de l'obertura que es va fer a França al canal 20 a la televisió digital terrestre (TDT). De fet, el canal també pot veure's per TV per cable, satèl·lit i internet.

## Històric
Amb l'aturada de la televisió analògica, el Grup TF1 havia de rellançar inicialment el canal en bretó TV Breizh, que s'anomenaria 'tv-b'. Tanmateix, la Comissió Europea ordena la cessió de canals de bonificació que s'havien d'assignar als principals actors de la televisió terrestre abans de l'arribada de la TDT, és a dir, Groupe TF1, Groupe Canal+ i Groupe M6. Per tant, s'abandona l'elecció de TV Breizh.
El març de 2012, el CSA va escoltar el grup TF1 després de la seva convocatòria per a l'emissió de sis canals nacionals en alta definició a TNT. El grup TF1 presenta HD1 com "el canal de totes les narracions".
El 27 de març de 2011, la CSA va confirmar que HD1 seria un d'aquests 6 canals HD (alta definició). El seu conveni es va signar el 6 de juliol de 2011. El seu llançament va tenir lloc el 12 de desembre de 2012.
El 26 de maig de 2015, TF1, TMC, NT1 i HD1 van fusionar els seus llocs web i els van unir a la seva plataforma MYTF1.
El 18 d'octubre de 2017, TF1 va anunciar que HD1 canviaria el seu nom a TF1 Séries Films. Va ser el 29 de gener de 2018, a les 20.55 hores, confirmant els seus vincles familiars amb el canal principal TF1 per reforçar la seva identitat i expressar amb més força la seva promesa editorial.

## Història del logotip

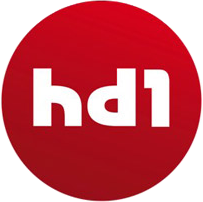
Prototip de logotip de HD1 presentat el 2011.
Logotip de HD1 del 12 de desembre de 2012 al 29 de gener de 2018.
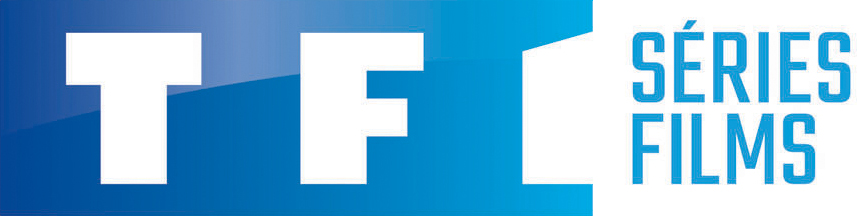
Logotip de TF1 Series Films del 29 de gener de 2018 al 9 de març de 2020.

## Programes
TF1 Séries Films ofereix ficció detectivesca, sitcoms, sèries i sagues familiars, així com programes curts i cinema (que van des de pel·lícules convencionals fins a pel·lícules patrimonials o d'autor i curtmetratges).

## Organització
Del 2012 al 2020, Céline Nallet va dirigir el canal.
La seu de TF1 Séries Films es troba a la Tour TF1, un edifici de 45.000 m2 construït per Bouygues Construction en un moll de la Pointe de la Défense a Boulogne-Billancourt a les Hauts-de-Seine.